# Nonagria albipuncta
Nonagria albipuncta là một loài bướm đêm trong họ Noctuidae.